# Die Frau des Schläfers
Die Frau des Schläfers ist ein Fernsehdrama aus dem Jahr 2010 nach einem Drehbuch von Benedikt Röskau und Sylvia Leuker. Regie führte Edzard Onneken; Yvonne Catterfeld spielte die Hauptrolle.

## Handlung
Karla arbeitet in einem Callcenter. Sie heiratet Zaid Yakin und führt mit ihm eine glückliche Ehe. Auch der Tod ihres Schwiegervaters gibt Karla keinen Grund, an der Perfektion ihrer Familie zu zweifeln, bis sie eines Nachts feststellt, dass ihr Mann und ihr Sohn Hamy spurlos verschwunden sind.
Kurz darauf wird sie von Beamten des Bundesnachrichtendienstes in die laufenden Ermittlungen eingeweiht. Es sieht so aus, als sei ihr Mann in seine Heimat, den Sudan, zurückgekehrt, um dort einen Terroranschlag zu planen. Karla reist nach Afrika, um als Muslima mit einer Burka getarnt nach ihrem Sohn zu suchen.

## Dreharbeiten und Ausstrahlung
Der Film wurde im November und Dezember 2009 unter anderem in Hannover, Erfoud, Ouarzazate und der Wüste Marokkos gedreht. Der Film hatte seine Uraufführung am 2. Juli 2010 auf dem Filmfest München; die deutsche Erstausstrahlung im Fernsehen war am 16. November 2010 in Sat.1.